# Großer Preis der USA 2016
Der Große Preis der USA 2016 (offiziell 2016 Formula 1 United States Grand Prix) fand am 23. Oktober auf dem Circuit of The Americas in Austin statt und war das 18. Rennen der Formel-1-Weltmeisterschaft 2016.

## Bericht

### Hintergründe
Nach dem Großen Preis von Japan führte Nico Rosberg in der Fahrerwertung mit 33 Punkten vor Lewis Hamilton und mit 101 Punkten vor Daniel Ricciardo. Somit hatten bei 100 noch zu vergebenen Punkten nur noch Rosberg und Hamilton Chancen auf den Titelgewinn. In der Konstrukteurswertung führte Mercedes uneinholbar mit 208 Punkten vor Red Bull und mit 258 Punkten vor Ferrari.
Beim Großen Preis der USA stellte Pirelli den Fahrern die Reifenmischungen P Zero Medium (weiß), P Zero Soft (gelb) und P Zero Supersoft (rot) sowie für Nässe Cinturato Intermediates (grün) und Cinturato Full-Wets (blau) zur Verfügung.
Im Vergleich zum Vorjahr wurden an der Rennstrecke nur kleinere Veränderungen vorgenommen. Um die Bodenwellen zu beseitigen, wurde die Strecke zwischen Kurve zehn und Kurve zwölf teilweise neu asphaltiert. Außerdem wurde am Kurvenausgang von Kurve 19 ein neuer, doppelter Randstein installiert.
Es gab erneut zwei DRS-Zonen, die im Vergleich zum Vorjahr unverändert blieben. Die erste Zone befand sich auf der Gegengeraden und beginnt 320 Meter nach Kurve elf, der Messpunkt lag 150 Meter nach Kurve zehn. Die zweite DRS-Zone befand sich auf der Start-Ziel-Geraden und begann 80 Meter nach der letzten Kurve. Der Messpunkt befand sich 65 Meter nach Kurve 18.
Felipe Nasr, Rosberg (jeweils sechs), Esteban Gutiérrez, Daniil Kwjat (jeweils fünf), Valtteri Bottas, Sebastian Vettel, Pascal Wehrlein (jeweils vier), Sergio Pérez, Kimi Räikkönen, Max Verstappen (jeweils drei), Fernando Alonso, Marcus Ericsson, Romain Grosjean, Nico Hülkenberg, Esteban Ocon und Jolyon Palmer (jeweils zwei) gingen mit Strafpunkten ins Rennwochenende.
Williams setzte bei diesem Grand Prix erstmals die weiterentwickelte Mercedes-Antriebseinheit ein, die dem Werksteam schon seit dem Großen Preis von Belgien zur Verfügung stand.
Mit Hamilton (viermal) und Vettel (einmal) traten zwei ehemalige Sieger zu diesem Grand Prix an.
Als Rennkommissare fungierten Silvia Bellot (ESP), Mark Blundell (GBR), Dennis Dean (USA) und Paul Gutjahr (CHE).

### Training
Im ersten freien Training fuhr Hamilton mit einer Rundenzeit von 1:37,428 Minuten die Bestzeit vor Rosberg und Verstappen. Alfonso Celis jr., Kwjat und Ocon testeten in diesem Training erneut das Halo-System.
Im zweiten freien Training war Rosberg in 1:37,358 Minuten Schnellster vor Ricciardo und Hamilton. Das Training musste kurzzeitig unterbrochen werden, da Grosjean ein Teil seines Frontflügels verloren hatte und dieses auf der Strecke liegenblieb.
Im dritten freien Training war Verstappen mit einer Rundenzeit von 1:36,766 Minuten Schnellster vor Ricciardo und Räikkönen. Das Training musste einmal unterbrochen werden, da Wehrlein mit seinem Fahrzeug nach einem Dreher im Kiesbett steckenblieb.

### Qualifying
Das Qualifying bestand aus drei Teilen mit einer Nettolaufzeit von 45 Minuten. Im ersten Qualifying-Segment (Q1) hatten die Fahrer 18 Minuten Zeit, um sich für das Rennen zu qualifizieren. Alle Fahrer, die im ersten Abschnitt eine Zeit erzielten, die maximal 107 Prozent der schnellsten Rundenzeit betrug, qualifizierten sich für den Grand Prix. Die besten 16 Fahrer erreichten den nächsten Teil. Hamilton war Schnellster. Die Manor-Piloten, Nasr, Jenson Button, Kevin Magnussen und Grosjean schieden aus.
Der zweite Abschnitt (Q2) dauerte 15 Minuten. Die schnellsten zehn Piloten qualifizierten sich für den dritten Teil des Qualifyings. Ricciardo war Schnellster. Hamilton, Rosberg und Verstappen erzielten ihre schnellste Zeit auf den Soft-Reifen, durften diese also beim Start verwenden. Ericsson, Palmer, Gutiérrez, Kwjat, Alonso und Pérez schieden aus.
Der finale Abschnitt (Q3) ging über eine Zeit von zwölf Minuten, in denen die ersten zehn Startpositionen vergeben wurden. Hamilton fuhr mit einer Rundenzeit von 1:34,999 Minuten die Bestzeit vor Rosberg und Ricciardo. Es war die 58. Pole-Position für Hamilton, davon die neunte der Saison.

### Rennen
Hamilton kam beim Start gut weg und behielt die Führung. Dahinter überholte Ricciardo Hamiltons Teamkollegen und schärfsten Meisterschaftsrivalen Rosberg für den zweiten Platz. Vierter war Räikkönen vor Verstappen und Vettel. Während sich Pérez weiter hinten drehte, erlitt Bottas einen Reifenschaden und musste nach der ersten Runde an die Box. Hülkenberg schied in Runde 7 aufgrund eines früheren Kollisionsschadens aus.
Die Platzierung, zumindest auf den Spitzenplätzen, blieb bis zur 8. Runde unverändert, als sowohl Ricciardo als auch Räikkönen ihre ersten Boxenstopps einlegten und auf weiche Reifen wechselten. Beim Verlassen der Box befand sich der Ferrari-Fahrer hinter Button und konnte so Ricciardo davonziehen sehen, auch wenn Räikkönen den britischen Fahrer von McLaren bald überholen konnte. Verstappen stoppte in der 9. Runde, während zwischen der 10. und 11. Runde die beiden Mercedes an die Box gingen. Rosberg entschied sich für mittlere Reifen, während Hamilton die weichen wählte.
Auch nach der ersten Stopp-Runde blieb die Rangliste unverändert, nur dass Verstappen in der 12. Runde an Räikkönen vorbeizog. Nach Vettels Boxenstopp übernahm Hamilton wieder die Führung, gefolgt von Ricciardo, Rosberg, Verstappen, den beiden Ferrari, dann Felipe Massa, Carlos Sainz jr. und den beiden McLaren. In dieser Phase des Rennens gelang es Verstappen aufgrund der unterschiedlich gewählten Mischungen, nahe an Rosberg heranzukommen, ohne ihn jedoch zu überholen.
In der Kurve vor der DRS-Zone auf der Gegengeraden blockierte der rechte Vorderreifen bei Gutiérrez zu stark, woraufhin er aufgrund von Bremsproblemen ausschied.
Räikkönen machte seinen zweiten Stopp in Runde 24, gerade als sein Teamkollege Vettel kurz vor dem Überholen stand. Der Finne war nun auf Supersoft-Reifen unterwegs. Eine Runde später war Ricciardo zum zweiten Mal an der Reihe. Er wählte die mittleren Reifen und als kurz darauf Verstappen an der Box auftauchte, war das Team mit dem neuen Satz Reifen noch nicht bereit. Der Niederländer musste langsamer fahren und warten, bis die Reifen eintrafen. In Runde 31 schied dann Verstappen aufgrund eines Getriebeproblems aus und stoppte außerhalb der ersten DRS-Zone, was eine virtuelle Safety-Car-Phase auslöste. In derselben Runde stoppte Vettel zum zweiten Mal und wechselte auf Medium-Reifen.
In Runde 32 machten die beiden Mercedes ihren zweiten Stopp, beide entschieden sich für Medium-Reifen. Hamilton führte nun vor Teamkollege Rosberg, der an der Box Ricciardo überholte. Dann folgten die beiden Ferrari. Beim Boxenstopp machte Sainz jr. gegen Massa ebenfalls einen Platz gut. Räikkönen versuchte nun an Ricciardo heranzukommen, doch in Runde 39 wurde er zum dritten Stopp an die Box zurückgerufen. Da beim Stopp allerdings ein Rad nicht richtig am Auto befestigt wurde, musste der Finne seinen Ferrari auf der Ausfahrtsspur der Box abstellen und schied aus.
Sainz jr. wurde dann sowohl von Massa als auch von Alonso unter Druck gesetzt. Der Spanier von McLaren setzte sich in der 52. Runde gegen den Williams-Fahrer durch. In Runde 54 machte Vettel seinen dritten Stopp, während Alonso in Runde 55 auch Sainz jr. überholte.
Hamilton gewann schlussendlich das Rennen vor Rosberg und Ricciardo. Es war der 50. Sieg für Hamilton in der Formel-1-Weltmeisterschaft, davon der siebte in der Saison. Hamilton war somit nach Alain Prost und Michael Schumacher der dritter Fahrer, dem 50 Siege gelangen. Rosberg erreichte die 13. Podestplatzierung der Saison, Mercedes erreichte den vierten Doppelsieg der Saison. Die restlichen Punkteplatzierungen erzielten Vettel, Alonso, Sainz jr., Massa, Pérez, Button und Grosjean.
Am Ende des Rennens bestrafte die Rennleitung Magnussen mit zehn Sekunden auf die Gesamtzeit und zwei Strafpunkten, weil er in der Schlussphase des Rennens die Streckenlimits überschritten hatte um an Kwjat vorbeizukommen. Der dänische Fahrer verlor dadurch einen Platz und fiel im Endklassement auf den zwölften Platz zurück. Der russische Fahrer selbst musste zusätzlich zu der ihm im Rennen auferlegten Zehn-Sekunden-Zeitstrafe einen Abzug von zwei Punkten von seiner Superlizenz wegen der Berührung mit Pérez hinnehmen. Gegen Ferrari wurde von der Rennleistung nachträglich eine Geldstrafe von 5.000 Dollar wegen des nicht befestigten Reifens bei Räikkönen verhängt.
In der Fahrer- und Konstrukteurswertung blieben die ersten drei Positionen unverändert. Hamilton konnte den Rückstand auf Rosberg auf 26 Punkte verkürzen.

## Meldeliste
| Team                          | Nr. | Fahrer            | Chassis                | Motor                       | Reifen |
| ----------------------------- | --- | ----------------- | ---------------------- | --------------------------- | ------ |
| Mercedes AMG Petronas F1 Team | 44  | Lewis Hamilton    | Mercedes F1 W07 Hybrid | Mercedes-Benz PU106C Hybrid | P      |
| Mercedes AMG Petronas F1 Team | 06  | Nico Rosberg      | Mercedes F1 W07 Hybrid | Mercedes-Benz PU106C Hybrid | P      |
| Scuderia Ferrari              | 05  | Sebastian Vettel  | Ferrari SF16-H         | Ferrari 059/5               | P      |
| Scuderia Ferrari              | 07  | Kimi Räikkönen    | Ferrari SF16-H         | Ferrari 059/5               | P      |
| Williams Martini Racing       | 19  | Felipe Massa      | Williams FW38          | Mercedes-Benz PU106C Hybrid | P      |
| Williams Martini Racing       | 77  | Valtteri Bottas   | Williams FW38          | Mercedes-Benz PU106C Hybrid | P      |
| Red Bull Racing               | 03  | Daniel Ricciardo  | Red Bull RB12          | TAG Heuer                   | P      |
| Red Bull Racing               | 33  | Max Verstappen    | Red Bull RB12          | TAG Heuer                   | P      |
| Sahara Force India F1 Team    | 27  | Nico Hülkenberg   | Force India VJM09      | Mercedes-Benz PU106C Hybrid | P      |
| Sahara Force India F1 Team    | 11  | Sergio Pérez      | Force India VJM09      | Mercedes-Benz PU106C Hybrid | P      |
| Sahara Force India F1 Team    | 34  | Alfonso Celis jr. | Force India VJM09      | Mercedes-Benz PU106C Hybrid | P      |
| Renault Sport F1 Team         | 20  | Kevin Magnussen   | Renault R.S.16         | Renault Energy F1 2016      | P      |
| Renault Sport F1 Team         | 30  | Jolyon Palmer     | Renault R.S.16         | Renault Energy F1 2016      | P      |
| Scuderia Toro Rosso           | 26  | Daniil Kwjat      | Toro Rosso STR11       | Ferrari 059/4               | P      |
| Scuderia Toro Rosso           | 55  | Carlos Sainz jr.  | Toro Rosso STR11       | Ferrari 059/4               | P      |
| Sauber F1 Team                | 09  | Marcus Ericsson   | Sauber C35             | Ferrari 059/5               | P      |
| Sauber F1 Team                | 12  | Felipe Nasr       | Sauber C35             | Ferrari 059/5               | P      |
| McLaren Honda                 | 14  | Fernando Alonso   | McLaren MP4-31         | Honda RA616H                | P      |
| McLaren Honda                 | 22  | Jenson Button     | McLaren MP4-31         | Honda RA616H                | P      |
| Manor Racing MRT              | 94  | Pascal Wehrlein   | Manor MRT05            | Mercedes-Benz PU106C Hybrid | P      |
| Manor Racing MRT              | 31  | Esteban Ocon      | Manor MRT05            | Mercedes-Benz PU106C Hybrid | P      |
| Manor Racing MRT              | 42  | Jordan King       | Manor MRT05            | Mercedes-Benz PU106C Hybrid | P      |
| Haas F1 Team                  | 08  | Romain Grosjean   | Haas VF-16             | Ferrari 059/5               | P      |
| Haas F1 Team                  | 21  | Esteban Gutiérrez | Haas VF-16             | Ferrari 059/5               | P      |

Anmerkungen
1. 1 2  Der Force India mit der Startnummer 34 wurde im ersten freien Training für Celis eingesetzt. Pérez übernahm das Fahrzeug anschließend für das restliche Rennwochenende mit seiner Startnummer 11.
2. 1 2  Der Manor mit der Startnummer 42 wurde im ersten freien Training für King eingesetzt. Wehrlein übernahm das Fahrzeug anschließend für das restliche Rennwochenende mit seiner Startnummer 94.

## Klassifikationen

### Qualifying
| Pos.                                                                      | Fahrer            | Konstrukteur         | Q1       | Q2       | Q3       | Start |
| ------------------------------------------------------------------------- | ----------------- | -------------------- | -------- | -------- | -------- | ----- |
| 01                                                                        | Lewis Hamilton    | Mercedes             | 1:36,296 | 1:36,450 | 1:34,999 | 01    |
| 02                                                                        | Nico Rosberg      | Mercedes             | 1:36,397 | 1:36,351 | 1:35,215 | 02    |
| 03                                                                        | Daniel Ricciardo  | Red Bull-TAG Heuer   | 1:36,759 | 1:36,255 | 1:35,509 | 03    |
| 04                                                                        | Max Verstappen    | Red Bull-TAG Heuer   | 1:36,613 | 1:36,857 | 1:35,747 | 04    |
| 05                                                                        | Kimi Räikkönen    | Ferrari              | 1:36,985 | 1:36,584 | 1:36,131 | 05    |
| 06                                                                        | Sebastian Vettel  | Ferrari              | 1:37,151 | 1:36,462 | 1:36,358 | 06    |
| 07                                                                        | Nico Hülkenberg   | Force India-Mercedes | 1:36,950 | 1:36,626 | 1:36,628 | 07    |
| 08                                                                        | Valtteri Bottas   | Williams-Mercedes    | 1:37,456 | 1:37,202 | 1:37,116 | 08    |
| 09                                                                        | Felipe Massa      | Williams-Mercedes    | 1:37,402 | 1:37,214 | 1:37,269 | 09    |
| 10                                                                        | Carlos Sainz jr.  | Toro Rosso-Ferrari   | 1:37,744 | 1:37,175 | 1:37,326 | 10    |
| 11                                                                        | Sergio Pérez      | Force India-Mercedes | 1:37,345 | 1:37,353 | –        | 11    |
| 12                                                                        | Fernando Alonso   | McLaren-Honda        | 1:37,913 | 1:37,417 | –        | 12    |
| 13                                                                        | Daniil Kwjat      | Toro Rosso-Ferrari   | 1:37,844 | 1:37,480 | –        | 13    |
| 14                                                                        | Esteban Gutiérrez | Haas-Ferrari         | 1:38,053 | 1:37,773 | –        | 14    |
| 15                                                                        | Jolyon Palmer     | Renault              | 1:38,084 | 1:37,935 | –        | 15    |
| 16                                                                        | Marcus Ericsson   | Sauber-Ferrari       | 1:38,040 | 1:39,356 | –        | 16    |
| 17                                                                        | Romain Grosjean   | Haas-Ferrari         | 1:38,308 | –        | –        | 17    |
| 18                                                                        | Kevin Magnussen   | Renault              | 1:38,317 | –        | –        | 18    |
| 19                                                                        | Jenson Button     | McLaren-Honda        | 1:38,327 | –        | –        | 19    |
| 20                                                                        | Pascal Wehrlein   | Manor-Mercedes       | 1:38,548 | –        | –        | 20    |
| 21                                                                        | Felipe Nasr       | Sauber-Ferrari       | 1:38,583 | –        | –        | 21    |
| 22                                                                        | Esteban Ocon      | Manor-Mercedes       | 1:38,806 | –        | –        | 22    |
| 107-Prozent-Zeit: 1:43,037 min (bezogen auf Q1-Bestzeit von 1:36,296 min) |                   |                      |          |          |          |       |

### Rennen
| Pos. | Fahrer            | Konstrukteur         | Runden | Stopps | Zeit        | Start | Schnellste Runde |
| ---- | ----------------- | -------------------- | ------ | ------ | ----------- | ----- | ---------------- |
| 01   | Lewis Hamilton    | Mercedes             | 56     | 2      | 1:38:12,618 | 01    | 1:42,386 (45.)   |
| 02   | Nico Rosberg      | Mercedes             | 56     | 2      | + 4,520     | 02    | 1:41,897 (34.)   |
| 03   | Daniel Ricciardo  | Red Bull-TAG Heuer   | 56     | 2      | + 19,692    | 03    | 1:42,555 (51.)   |
| 04   | Sebastian Vettel  | Ferrari              | 56     | 3      | + 43,134    | 06    | 1:39,877 (55.)   |
| 05   | Fernando Alonso   | McLaren-Honda        | 56     | 2      | + 1:33,953  | 12    | 1:43,502 (36.)   |
| 06   | Carlos Sainz jr.  | Toro Rosso-Ferrari   | 56     | 2      | + 1:36,124  | 10    | 1:42,832 (33.)   |
| 07   | Felipe Massa      | Williams-Mercedes    | 55     | 3      | + 1 Runde   | 09    | 1:43,414 (33.)   |
| 08   | Sergio Pérez      | Force India-Mercedes | 55     | 2      | + 1 Runde   | 11    | 1:43,925 (33.)   |
| 09   | Jenson Button     | McLaren-Honda        | 55     | 2      | + 1 Runde   | 19    | 1:44,468 (37.)   |
| 10   | Romain Grosjean   | Haas-Ferrari         | 55     | 2      | + 1 Runde   | 17    | 1:44,335 (35.)   |
| 11   | Daniil Kwjat      | Toro Rosso-Ferrari   | 55     | 1      | + 1 Runde   | 13    | 1:44,730 (48.)   |
| 12   | Kevin Magnussen   | Renault              | 55     | 3      | + 1 Runde   | 18    | 1:42,475 (45.)   |
| 13   | Jolyon Palmer     | Renault              | 55     | 2      | + 1 Runde   | 15    | 1:44,724 (18.)   |
| 14   | Marcus Ericsson   | Sauber-Ferrari       | 55     | 1      | + 1 Runde   | 16    | 1:45,140 (19.)   |
| 15   | Felipe Nasr       | Sauber-Ferrari       | 55     | 1      | + 1 Runde   | 21    | 1:44,177 (55.)   |
| 16   | Valtteri Bottas   | Williams-Mercedes    | 55     | 2      | + 1 Runde   | 08    | 1:44,977 (34.)   |
| 17   | Pascal Wehrlein   | Manor-Mercedes       | 55     | 2      | + 1 Runde   | 20    | 1:45,451 (36.)   |
| 18   | Esteban Ocon      | Manor-Mercedes       | 54     | 3      | + 2 Runden  | 22    | 1:43,585 (46.)   |
| –    | Kimi Räikkönen    | Ferrari              | 38     | 3      | DNF         | 05    | 1:41,841 (26.)   |
| –    | Max Verstappen    | Red Bull-TAG Heuer   | 28     | 2      | DNF         | 04    | 1:42,424 (28.)   |
| –    | Esteban Gutiérrez | Haas-Ferrari         | 16     | 1      | DNF         | 14    | 1:45,364 (15.)   |
| –    | Nico Hülkenberg   | Force India-Mercedes | 1      | 0      | DNF         | 07    | –                |

Anmerkungen
1. ↑  Magnussen erhielt nach dem Rennen eine Fünf-Sekunden-Zeitstrafe, da er sich durch das Verlassen der Strecke einen Vorteil verschafft hatte

## WM-Stände nach dem Rennen
Die ersten zehn des Rennens bekamen 25, 18, 15, 12, 10, 8, 6, 4, 2 bzw. 1 Punkt(e).

### Fahrerwertung
| Pos. | Fahrer           | Konstrukteur                            | Punkte |
| ---- | ---------------- | --------------------------------------- | ------ |
| 01   | Nico Rosberg     | Mercedes                                | 331    |
| 02   | Lewis Hamilton   | Mercedes                                | 305    |
| 03   | Daniel Ricciardo | Red Bull-TAG Heuer                      | 227    |
| 04   | Sebastian Vettel | Ferrari                                 | 177    |
| 05   | Kimi Räikkönen   | Ferrari                                 | 170    |
| 06   | Max Verstappen   | Red Bull-TAG Heuer / Toro Rosso-Ferrari | 165    |
| 07   | Sergio Pérez     | Force India-Mercedes                    | 84     |
| 08   | Valtteri Bottas  | Williams-Mercedes                       | 81     |
| 09   | Nico Hülkenberg  | Force India-Mercedes                    | 54     |
| 10   | Fernando Alonso  | McLaren-Honda                           | 52     |
| 11   | Felipe Massa     | Williams-Mercedes                       | 49     |
| 12   | Carlos Sainz jr. | Toro Rosso-Ferrari                      | 38     |

| Pos. | Fahrer            | Konstrukteur                            | Punkte |
| ---- | ----------------- | --------------------------------------- | ------ |
| 13   | Romain Grosjean   | Haas-Ferrari                            | 29     |
| 14   | Daniil Kwjat      | Toro Rosso-Ferrari / Red Bull-TAG Heuer | 25     |
| 15   | Jenson Button     | McLaren-Honda                           | 21     |
| 16   | Kevin Magnussen   | Renault                                 | 7      |
| 17   | Jolyon Palmer     | Renault                                 | 1      |
| 18   | Pascal Wehrlein   | Manor-Mercedes                          | 1      |
| 19   | Stoffel Vandoorne | McLaren-Honda                           | 1      |
| 20   | Esteban Gutiérrez | Haas-Ferrari                            | 0      |
| 21   | Marcus Ericsson   | Sauber-Ferrari                          | 0      |
| 22   | Felipe Nasr       | Sauber-Ferrari                          | 0      |
| 23   | Rio Haryanto      | Manor-Mercedes                          | 0      |
| 24   | Esteban Ocon      | Manor-Mercedes                          | 0      |

### Konstrukteurswertung
| Pos. | Konstrukteur         | Punkte |
| ---- | -------------------- | ------ |
| 1    | Mercedes             | 636    |
| 2    | Red Bull-TAG Heuer   | 400    |
| 3    | Ferrari              | 347    |
| 4    | Force India-Mercedes | 138    |
| 5    | Williams-Mercedes    | 130    |
| 6    | McLaren-Honda        | 74     |

| Pos. | Konstrukteur       | Punkte |
| ---- | ------------------ | ------ |
| 07   | Toro Rosso-Ferrari | 55     |
| 08   | Haas-Ferrari       | 29     |
| 09   | Renault            | 8      |
| 10   | Manor-Mercedes     | 1      |
| 11   | Sauber-Ferrari     | 0      |